# Hans-Jürgen Ripp
Hans-Jürgen Ripp (ur. 24 czerwca 1946 w Hamburgu, zm. 4 lipca 2021) – niemiecki piłkarz grający na pozycji obrońcy, trener.

## Kariera piłkarska

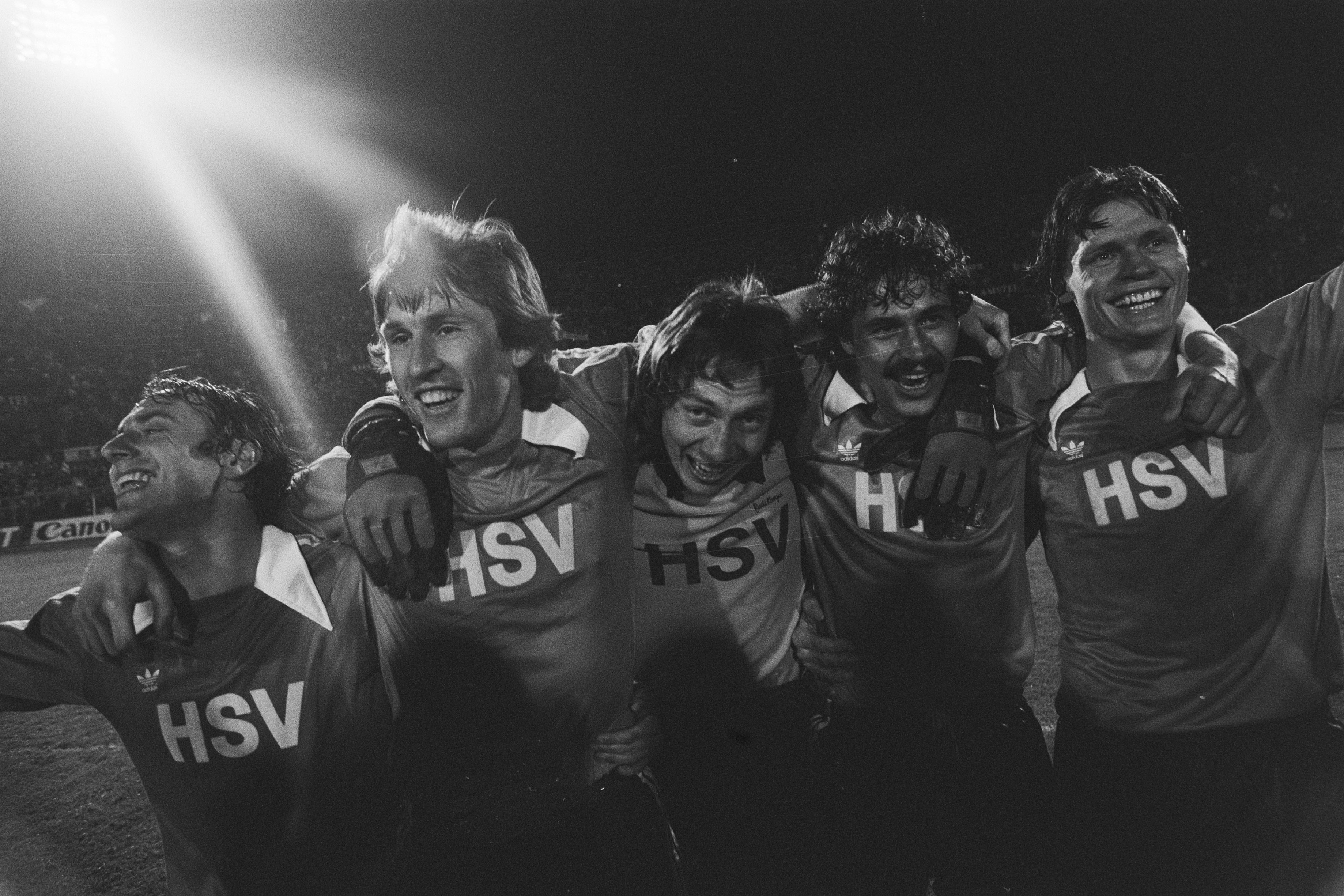
Hans-Jürgen Ripp (drugi z lewej) z Willym Reimannem, Manfredem Kaltzem, Rudolfem Kargusem i Peterem Noglym po wygranym meczu finałowym Puchar Zdobywców Pucharów 1976/1977 z Anderlechtem Bruksela (2:0), 11 maja 1977 roku.

Hans-Jürgen Ripp karierę piłkarską rozpoczął w juniorach Hamburgera SV, po czym zaczął grać w amatorskiej drużynie Rothosen. Następnymi klubami w karierze Rippa były: Vorwärts-Wacker, DSC Stern-Pfeil oraz Sperber Hamburg (występował na pozycji libero). W 1970 roku wrócił do Hamburgera SV, z którym odnosił największe sukcesy w karierze piłkarskiej: mistrzostwo Niemiec (1979), wicemistrzostwo Niemiec (1976), a także zdobył Puchar Niemiec 1975/1976 i dotarł do finału Pucharu Niemiec 1973/1974, Puchar Ligi Niemieckiej 1972/1973 oraz 11 maja 1977 roku wygranej 2:0 w finale z belgijskim Anderlechtem Bruksela na Olympisch Stadion w Amsterdamie, w którym Ripp wystąpił na pozycji libero, zdobył Puchar Zdobywców Pucharów. Z klubu odszedł po sezonie 1978/1979.
Następnie został zawodnikiem SK Lüneburger, w którym w 1981 roku zakończył piłkarską karierę.
Łącznie w Bundeslidze rozegrał 177 meczów, w Pucharze Niemiec 20 meczów, w których zdobył 1 gola, oraz w europejskich pucharach rozegrał 21 meczów, w których zdobył gola.
Gra sporadycznie w drużynie oldbojów Hamburgera SV.
W trakcie kariery piłkarskiej zyskał pseudonim Ditschi.

## Kariera trenerska
Hans-Jürgen Ripp po zakończeniu kariery piłkarskiej rozpoczął karierę trenerską. Trenował kluby Landesligi: 27 marca 1987 roku został trenerem HSV Barmbek-Uhlenhorst, natomiast 26 marca 1994 roku został trenerem SC Poppenbüttel.

## Sukcesy

### Zawodnicze
Hamburger SV
- Mistrzostwo Niemiec: 1979
- Wicemistrzostwo Niemiec: 1976
- Puchar Niemiec: 1976
- Finał Pucharu Niemiec: 1974
- Puchar Ligi Niemieckiej: 1973
- Puchar Zdobywców Pucharów w piłce nożnej: 1977